# Nimbu pani
Le nimbu pani (prononcer nihm-boo pah-nee) est une limonade indienne rafraîchissante, faite à base d'eau et de jus de lime (nimbu : lime ; pani : eau) et le plus souvent de sucre et de sel.

## Dénomination
Le Guide des langues asiatiques (1947) traduit limonade par Nimbu pani, on trouve aussi lime water (eau de lime) boisson faite de lime fraiches. John Lindsay Stewart (1869) traduit nimbu par lime (Citrus acida).
Nimbu est imprécis dans les langues indiennes, principalement ce sont les Citrus aurantifolia citrons verts acides y compris la lime Karna (Karna Nimbu/ Khatta Nimbu) ainsi que divers agrumes acides dont Francis Hamilton (1833) a établi une liste (Kolombok Nimbu Citrus medica, Gonra Nimbu Citrus decumana; Kagji Nimbu le citron vert, Pati Nimbu petit Citrus decumana. Sontora Nimbu avec une saveur du cédrat, Koruna Nimbu). Le citron (C. limon) est aussi un nimbu sachant que  Umberto Quattrocchi (2016) donne 36 noms pour dire citron en Inde. Mais d'après la Gazette de Bombay (1884) un fruit doux est aussi nommé Mitha Nimbu - la limette douce Citrus limetta.
La définition du Nimbu pani est également inclusive car les versions sont au gré de chacun. La base est faite d'eau avec des limes indiennes, du sucre et du sel et il est servi glacé. L'eau gazeuse donne un nimbu soda qui peut se faire sans sucre. Il peut être sucré ou salé ou les deux.

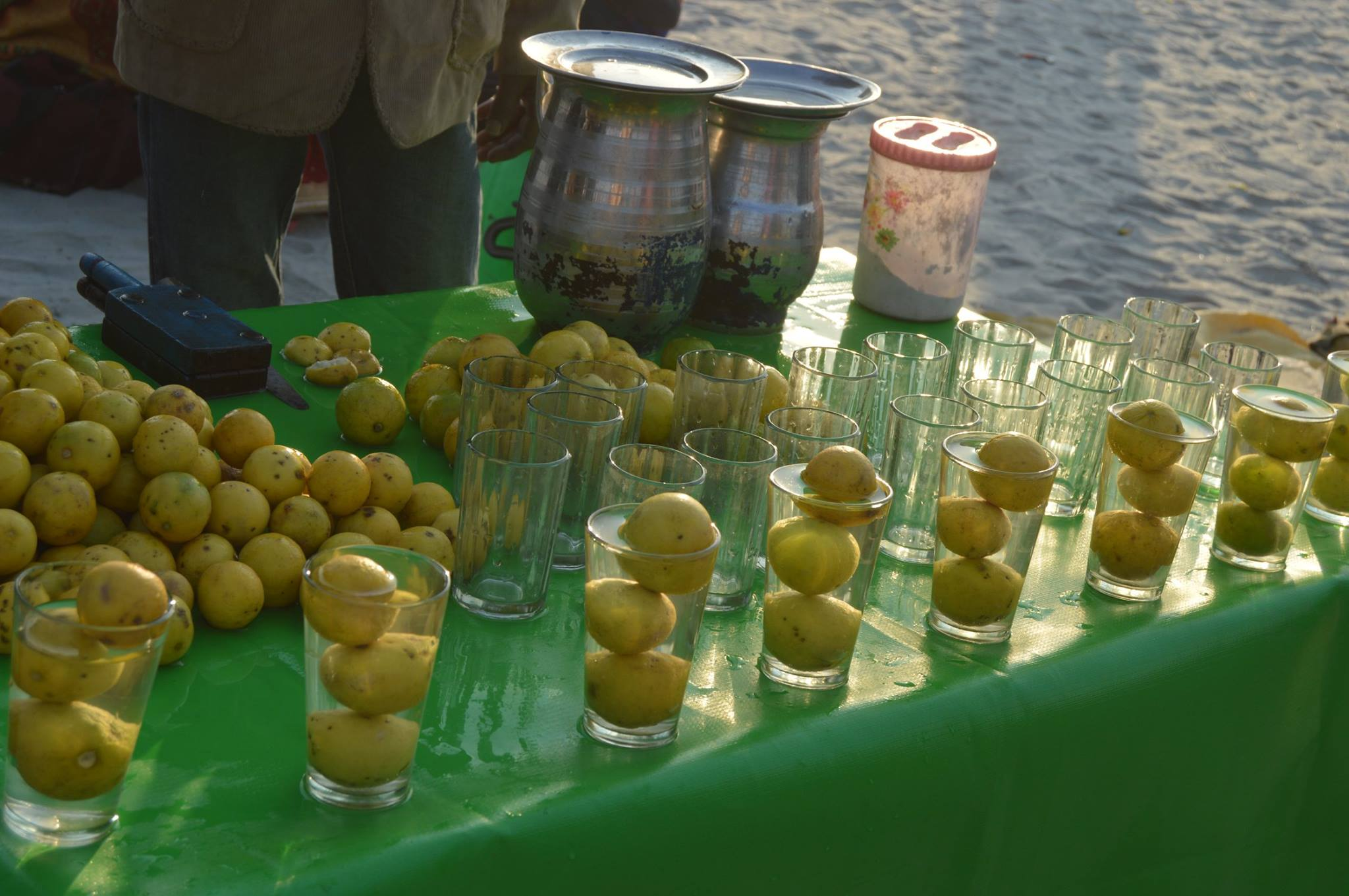
Limes Nimbu

## Préparation
Le nimbu pani est fréquemment préparée à la maison, avec du jus de citron vert (lime) ou des limes Karna fraîchement pressés, de l'eau glacée, du sucre en poudre, du sel, du poivre, voire d'autres épices (telles que cardamome, jaljira, chat masala, etc.) ou de l'eau de rose selon les goûts de chacun. La boisson est toujours servie très fraîche, avec des glaçons si possible.

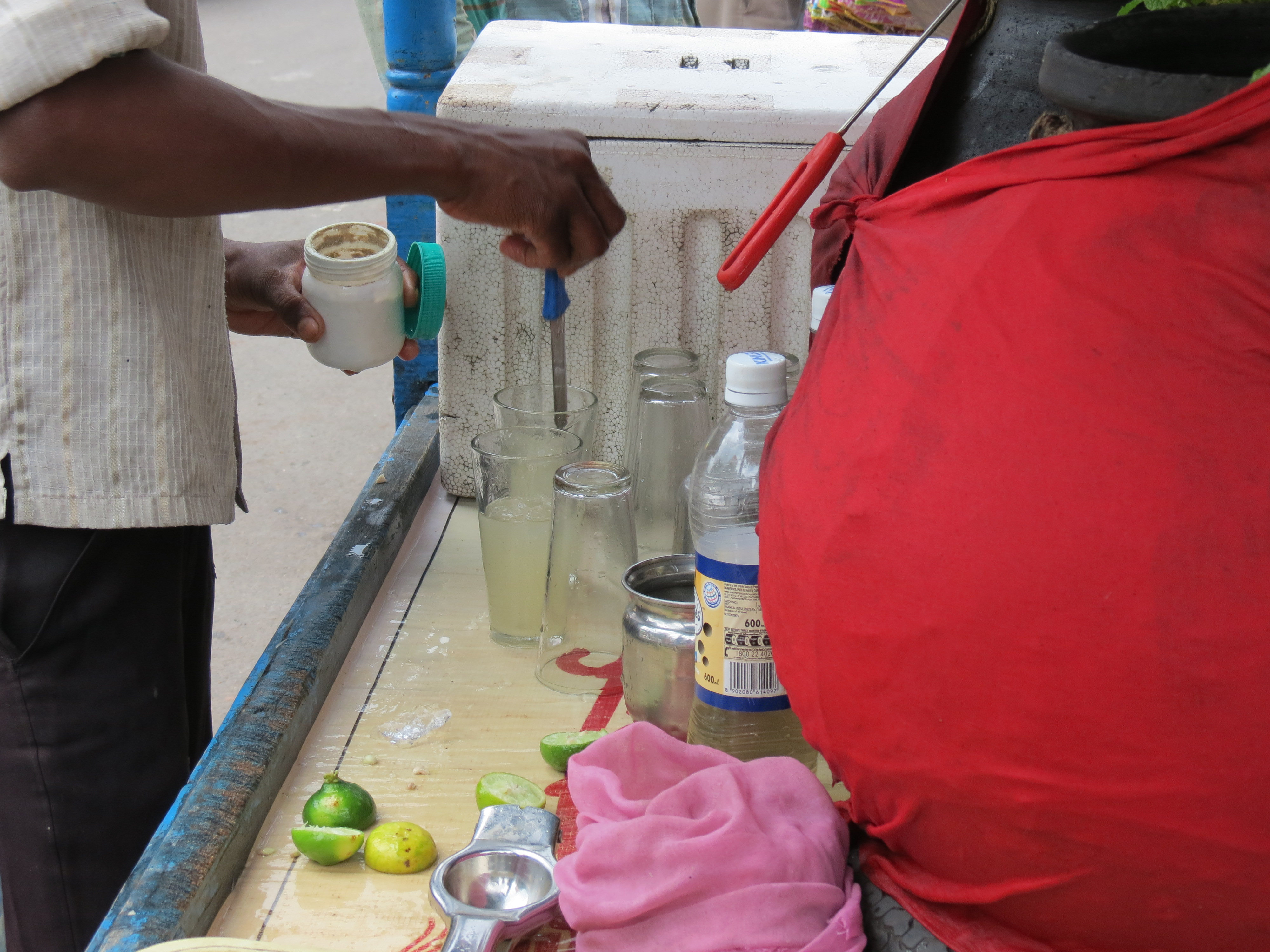
Vendeur de Nimbu pani

Le sel noir de l'Himalaya (kala namak) qui contient des sulfures donne un nimbu pani pétillant est préféré, ou le sel gemme.
Ces boissons sont industrialisées et promues comme boisson sportive à boire pendant l’entraînement.

### Variantes
Le shikanjvi est une variante condimentée au safran et au cumin.
Nimbu sherbet est une boisson fraiche du nord-est de l'Inde, les agrumes peuvent être des pamplemousses, il est sucré, salé et poivré.